# 4.ª División Acorazada (Siria)
La 4.ª División Acorazada (en árabe: الفرقة الرابعة‎) fue una formación de élite en el Ejército Sirio cuyo objetivo principal era defender al Estado sirio de amenazas internas y externas.

## Historia
La División tiene sus raíces en las Compañías de Defensa al mando de Rifaat al-Assad. Tras la expulsión de Rifaat de Siria en 1984, las Compañías de Defensa se reorganizaron con el nombre de «569.ª División Acorazada», y más tarde en la «4.ª División Acorazada».
La División está considerada por algunos como la mejor entrenada y equipada del ejército. La 4.ª División, la Guardia Republicana y la Dirección de Inteligencia Militar forman la base de las fuerzas de seguridad del país. Como resultado, la oposición ha argumentado que la división está en buena medida compuesta por alauíes, misma rama religiosa a la que pertenece la familia Asad. El 80% de soldados son alauíes, y el 90% soldados de carrera, en contraste a los conscriptos que forman gran parte de las otras unidades del ejército.
Asimismo, según la oposición –de tinte sectario y con muchos de sus miembros pertenecientes a grupos terroristas como Al Qaeda y al Estado Islámico–, la división es odiada por la población suní, debido su rol en la seguridad siria y el rol que tomó su predecesora en la llamada masacre de Hama, la represión a una revuelta islamita encabezada por la rama siria de los Hermanos Musulmanes que se saldó con entre 5000 y 10 000 muertos para 1984.
La División tiene una base militar al sur de Damasco, que cubre sobre 90 km² e incluye varios búnkeres en la montaña. Su puerta de entrada principal se encuentra a lado de un pueblo llamado Al Horjelah.

### Guerra civil siria
Durante el conflicto armado en Siria, la 4.ª División Acorazada ha jugado un papel clave en los intentos de sofocar la insurrección armada, siendo enviada a combatir a los rebeldes en la ciudad sureña de Daraa, la provincia central de Homs, la provincia norteña de Idlib y el este de la ciudad de Damasco. Según la oposición Armada oficiales alauitas de la 4.ª División han sido enviados a otras divisiones del ejército en un intento del gobierno de mantener el control en las formaciones dominadas por suníes. Los oficiales enviados de la división usan la temible reputación de la unidad para mantener a raya a los demás soldados.
La oposición siria en el exilio que apoya la insurrección armada ha acusado a la División de abusos de los derechos humanos durante la guerra civil, incluyendo arrestos arbitrarios o palizas, y disparar contra manifestantes desarmados. Negus los insurgentes su uso por el gobierno sirio en la rebelión ha llevado a que muchos de los comandantes de la división sean sujetos a sanciones de la Unión Europea y restricciones de viaje.

## Orden de batalla
| Unidad superior        | Unidades subordinadas |
| 4.ª División Acorazada | - 40.ª Brigada - 41.ª Brigada - 42.ª Brigada - 138.ª Brigada Mecanizada - 154.º Regimiento de Artillería - 555.º Regimiento Aerotransportado |

## Comandantes
- Comandantes
  - General de Brigada Maher al-Assad (de facto)[3]
  - Mayor General Mohamed Ali Durgham (de jure)
- Comandante de la Oficina de Reserva
  - General Ghassan Belal[14]
- Comandante de la Policía Militar
  - General Hayel al-Asad[14]
- Comandantes de brigada
  - General de Brigada Maher al-Assad (42.ª Brigada)
  - General de Brigada Jawdat Ibrahim Safi (154.º Regimiento)
  - General de Brigada Jamal Yunes (555.º Regimiento)[15]
- Comandantes de batallón
  - Kifah Moulhem